# Joaquim Pijoan
Joaquim Pijoan i Arbocer (Santa Cristina de Aro, 1948) es un pintor y escritor de Cataluña, España. Considera la pintura como su gran pasión, pero han sido dos premios literarios los que ha permitido conocerlo al gran público: el Premio Documenta (1982) y el Premio Sant Jordi de novela (2006). Otras obras escritas por el autor entre 1982 y 2006 permanecen desconocidas al no haber sido publicadas por editorial alguna, salvo artículos publicados esos años en la Revista de Girona.

## Obras publicadas
- 1983 Somni
- 2007 Sayonara Barcelona
- 2007 Amor a Venècia

### Sayonara Barcelona
Sayonara Barcelona, es la segunda novela del escritor y artista del Bajo Ampurdán publicada en 2007. Recibió el Premio Sant Jordi de Òmnium Cultural el 2006.

#### Argumento
Abraham es un pintor que se marchó de Barcelona hace 25 años sin avisar a nadie, dejando a mucha gente, entre ellas a una chica embarazada, y ahora regresa del Japón, donde ha vivido, a despedir-se de la ciudad y de su pasado para no volver nunca más. Abraham comprende en este viaje que todo ha cambiado demasiado, incluso él, completamente ligado a la cultura japonesa y no a la occidental, sus amigos y sobre todo la ciudad, que se ha convertido en un parque temático donde es difícil hasta oír a alguien hablar en catalán.
Lo más interesante de todo es como está escrita la novela, en principio con un narrador en tercera persona que observa a sus personajes, los observa de tal manera que, incluso lo podemos encontrar como un personaje más dentro de la novela, como un detective privado que los sigue y en un momento dado nos explica el porqué de haber escrito lo que se lee. También nos encontramos con pasajes en primera persona con los personajes narrando sus puntos de vista. Estos efectos dan gran  polifonía a la novela y es un recurso de gran interés.

## Premios literarios
- 1982 Premio Documenta por Somni
- 2006 Premio Sant Jordi de novela por Sayonara, Barcelona